# Paul Ehrke

Paul Ehrke

Paul Alexander Ehrke (18. März 1840 in Schwerin – 9. September 1893 in Hamburg) war ein deutscher Opernsänger (Bass) und Gesangspädagoge.

## Leben
Dank Ehrkes Vater Ludwig Heinrich Ehrke (1804–1878), der Kammerdiener bei Großherzog Friedrich Franz II. war und daher freien Eintritt ins Theater genoss, in welchen Genuss auch seine Kinder kamen, wurde Paul Ehrkes Leidenschaft für das Theater entfacht. Seine Brüder waren die späteren Maler Eduard Ehrke (1837–1911) und Julius Ehrke (1835–1899).
Auf Wunsch seines Vaters musste er allerdings in eine kaufmännische Lehre nach Güstrow. Die Ausbildung beendete er jedoch nicht und da sich seine Stimme entwickelte, nahm er Gesangsunterricht bei Kammersänger Wilhelm Hinze. Später vervollkommnete er seinen Bass beim Tenoristen Friedrich Rebling und debütierte am 1. Oktober 1861 in Lübeck. 1865 wechselte er von dort nach Rostock, ging dann nach Wien, um bei Hofkapellmeister Felix Otto Dessoff einige Partien einzuüben. Daraufhin nahm er Engagement in Leipzig, wo er neun Jahre unter Theodor von Witte, Heinrich Laube und Friedrich Haase tätig war, bevor ihn Bernhard Pollini für die Hamburger Oper verpflichtete.
Am 1. Juli 1891 wurde der Künstler als Gesangslehrer für das Hamburger Konservatorium verpflichtet, starb aber bereits zwei Jahre später.